# Polykarp
Polykarp bzw. Polycarp ist ein männlicher Vorname, der sich vom altgriechischen πολύκαρπος polýkarpos ‚fruchtbar‘ ableitet (von πολύς polýs ‚viel‘ und καρπός karpós ‚Frucht‘; wörtlich also „der viel Frucht Bringende“).

## Bekannte Namensträger
- Polykarp von Smyrna (ca. 69 – ca. 155), Bischof von Smyrna, Heiliger und Märtyrer
- Polykarp I. († 89), Bischof von Byzantium
- Polykarp II. († um 144), Bischof von Byzantium
- Polykarp Leyser der Ältere (1552–1610), deutscher evangelischer Theologe
- Polykarp Leyser II. (1586–1633), deutscher evangelischer Theologe
- Polykarp Leyser III. (1656–1725), deutscher evangelischer Theologe und Orientalist
- Polycarp Gottlieb Schacher (1674–1737), deutscher Mediziner
- Polykarp von Kienburg († 1675), Bischof von Gurk
- Polykarp Leyser IV. (1690–1728), deutscher evangelischer Theologe, Philosoph und Historiker
- Johann Christian Polycarp Erxleben (1744–1777), deutscher Gelehrter
- August Heinrich Polykarp Freiherr von Trott auf Solz zu Imshausen (1783–1840), Verwaltungsbeamter
- Martin Polycarp († nach 1606) Konsenior der Brüdergemeinde und ev. Lieddichter
- Polykarp Kusch (1911–1993), amerikanischer Physiker
- Polikárp Zakar (1930–2012), Erzabt von Zirc
- Polycarp Pengo (* 1944), tansanischer Kardinal
- Polycarp Nyamuchoncho, ugandischer Richter

## Fiktive Figuren
- Polycarp Trautmann, Hauptfigur der österreichischen Fernsehreihe Trautmann

## Verwendung in der Botanik
Das Adjektiv „polykarp“ (vielfach fruchtend) wird in der Botanik auch zur Bezeichnung sogen. „ausdauernder“, also mehrfach in ihrem Leben blühender und fruchtender Pflanzen, z. B. Obstbäume, benutzt.